# بوم‌شناسی نظری

مدل‌های ریاضی توسعه‌یافته در بوم‌شناسی نظری پیش‌بینی می‌کنند که شبکه‌های غذایی پیچیده نسبت به شبکه‌های ساده پایدارتر هستند.

بوم‌شناسی نظری (به انگلیسی: Theoretical ecology) رشته‌ای علمی است که به مطالعه سیستم‌های بوم‌شناختی با استفاده از روش‌های نظری مانند مدل‌های مفهومی ساده، مدل‌های ریاضی، شبیه‌سازی‌های محاسباتی و تحلیل داده‌های پیشرفته اختصاص دارد. مدل‌های مؤثر، درک دنیای طبیعی را با آشکار کردن اینکه چگونه پویایی جمعیت گونه‌ها اغلب بر اساس شرایط و فرآیندهای زیست‌شناختی بنیادی است، بهبود می‌بخشد. علاوه بر این، این زمینه با این فرض که فرآیندهای مکانیکی رایج، پدیده‌های قابل دیدن را در میان گونه‌ها و محیط‌های زیست‌محیطی ایجاد می‌کنند، هدف یکسان کردن طیف متنوعی از مشاهده تجربی است. بر اساس مفروضات واقع‌گرایانه زیست‌شناختی، بوم‌شناسان نظری توانایی کشف بینش‌های بدیع و غیرشهودی در مورد فرآیندهای طبیعی را دارند. نتایج نظری اغلب با مطالعات تجربی و مشاهده‌ای تأیید می‌شوند و توانایی روش‌های نظری در پیش‌بینی و درک دنیای پر سر و صدا و زیست‌شناختی را نشان می‌دهند.

نمودار انشعاب نقشه لجستیک

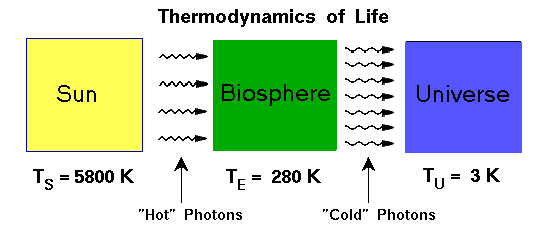
زندگی روی زمین - جریان انرژی و آنتروپی